# 福地泡介
福地 泡介（ふくち ほうすけ、1937年6月1日 - 1995年1月5日）は、日本の漫画家、随筆家、アマチュア雀士、放送タレント。福地 泡介（つくりの包の己の部分が巳）の表記も用いた。本名、福地 豊。

## 略歴
岐阜県関市生まれ。生家は刃物製造会社を経営し、志津三郎兼氏の末裔とされる。岐阜県立関高等学校在学中から新聞や雑誌へ漫画の投稿を行い、プロを志して荻原賢次に弟子入りを志願するが断られ、京都で予備校に通いながら浪人生活を送り、早稲田大学法学部に入学。早稲田大学漫画研究会に入部。2年上級にしとうきねおと園山俊二が、1年上級に同い年の東海林さだおがいた（2年生での入部で、福地と同期入部）。1959年、福地・東海林ほか、他校の学生漫画家を加えた4人で「グループ'59」を結成し、一般誌に合作漫画の売り込みを行ったが、ほとんど採用されずにグループは数か月で解散に追い込まれた。
在学中に商事会社に就職し、早大を中退。サラリーマン生活をしながら漫画の持ち込み活動を続け、東京スポーツや雑誌『美しい十代』『週刊漫画サンデー』『週刊漫画TIMES』などに作品を描く。1962年にプロ漫画家として独立。1966年4月、園山とともに「漫画集団」に入団（同期入団に多田ヒロシ、水野良太郎ら）。
1966年より『漫画サンデー』に連載した『ドボン氏』で注目され、人気を得るかたわら、趣味の麻雀の腕を磨き、1975年、雑誌『週刊大衆』主催の麻雀名人戦で古川凱章、5代目三遊亭圓楽らを相手に第6期名人になり、さらに翌年、名人位を防衛し、初の2期連続名人となった。このことで雀士として著名になり、麻雀の攻略法に関連する書籍を複数上梓したほか、麻雀に関するテレビ番組の出演をきっかけに、テレビタレントとしても活動した。
1995年1月、肺炎のため死去。57歳没。1985年から日本経済新聞で連載中だった『ドーモ君』は死去に伴いそのまま終了となった。日本経済新聞では『ドーモ君』終了以降、社会面に4コマ漫画を設けていない。

## 作風
- 一見投げやりなように描かれた人物造形、空白を多く残した構成、展開を放棄したストーリーによって、ニヒリズムを感じさせる「現実感のない、まったく乾いた世界[3]」を表現し、「キラリと光る現代の虚無[6]」と評された。
- 「庶民の生活を哀愁あふれる視点で描き、共感を得た」とも評される[2]。
- 『漫画サンデー』初代編集長の峯島正行は、経歴の近い園山・東海林・福地の作風を比較し、「思索型」の園山・「観察型」の東海林に対して、福地を「精神不在をよそおう（略）無意味な行動の面白さ」を「興味の赴くまま」に描く「行動型」と評し、3人の中で「一番ナンセンスの真髄に近い」とした[3]。

## 人物・エピソード
- 麻雀を通じて近藤啓太郎、吉行淳之介、五味康祐、五木寛之らの小説家や、ジャーナリストらと交流し、マルチタレントとしての足がかりとなる人脈を広げた[3]。
- 早い時期からコンピュータグラフィックスに着目し、パソコンのスキルを習得して作品を作っていた[3]。
- 早大漫研の同志であった東海林さだおとは生涯の親友であり、草野球仲間でもあった。
- 食事に無頓着で、自炊をしなかったという。好きな料理はラーメンで、その理由は「一杯で食事を済ませられるから」と素っ気ないものだったという。
- 映画ファンであり、劇場用映画2本の制作に携わった（後述）。

## 作品

### 漫画
連載
- としごろ天使（美しい十代 1960年9月号 - 1961年3月号）
- ちい子とのら坊（美しい十代 1961年4月号 - 1962年6月号）
- ドボン氏（漫画サンデー 1966年）
- 週刊ホースケ
- ドタコン（漫画サンデー）
  - ドタコン（集英社キャットコミックス 1970年）
  - ドタコン 1（立風漫画文庫 1976年）
  - ドタコン 2（立風漫画文庫 1976年）

- ホースケ君
  - ホースケ君（立風漫画文庫 1977年）

- コンチキ社員
- パリ野郎
- あつかましい奴ら
  - あつかましい奴ら 蛙のツラに小便だヨーン（ベストセラーズ 1970年）

- ブロー君（中日新聞・東京新聞、北海道新聞、西日本新聞等）
  - ブロー君（奇想天外文庫 1976年）

- OH!!ミスター（読売新聞朝刊 1979年）
- マージャン鞍馬天狗（リイドコミック）
  - マージャン鞍馬天狗（立風書房 1981年）

- マンガショートショート（月刊ギャグダ）
- ドーモ君（日本経済新聞 1985年 -1995年）
  - ドーモ君 イッキイッキ一憂の巻（日本経済新聞社 1988年）
  - ドーモ君 日々これ口実の巻（日本経済新聞社 1988年）
  - 『ドーモ君』の見た平成ニッポン 『日本経済新聞』の4コマ漫画で読む平成の動き（日下公人編 PHP研究所 1996年）

作品集・単行本
- 『現代漫画』第2期 9「福地泡介集」（鶴見俊輔・佐藤忠男・北杜夫編 筑摩書房 1970年） - 『ドタコン』『ドボン氏』『コンチキ社員』『パリ野郎』など連載作品の抄録のほか、短編数本を収録。
- 福地泡介傑作集 ドタコン（立風書房 1973年）
- 福地泡介傑作集2 ドタコン恋やつれ（立風書房 1974年）
- ホースケ君のなるほど漫画 ザ・ビタミンC（千曲秀版社 1984年）
- ホースケ君のなるほど漫画 電話のマナー教室（千曲秀版社 1986年）
- ホースケ君のなるほど漫画 おしりの健康学（千曲秀版社 1986年）
- ホースケ君のなるほど漫画 新ごはん食のすすめ（千曲秀版社 1986年）
- ホースケ君のなるほど漫画 みそでヘルシー（千曲秀版社 1987年）
- ホースケ君のなるほど漫画 みかんでヘルシー（千曲秀版社 1987年）
- ホースケ君のなるほど漫画 魚食でヘルシー（千曲秀版社 1988年）
- ホースケ君のなるほど漫画 ヨーグルトでヘルシー（チクマ秀版社 1994年）

### エッセイ
麻雀関連
- 麻雀見る! 読む! 笑う! 強くなる（日本文芸社 1972年）
- ホースケ麻雀交遊録 メッタメッタに楽しい仲間たち（KKロングセラーズ 1974年）
- あいつのマージャン 名人ホースケと雀狂47士（徳間書店 1976年）
  - あいつのマージャン（徳間文庫 1981年）

- 名人ホースケのジャン友雀敵（徳間書店 1977年）
  - 名人ホースケのジャン友雀敵（徳間文庫 1984年）

- 名人ホースケの麻雀専科（立風書房 1977年）
  - 名人ホースケの麻雀専科（立風漫画文庫 1979年）

- われかくて名人となれり 二期連続名人が公開する必殺の全牌譜（双葉社 1977年）
  - われかくて名人となれり（双葉ポケット文庫 1984年）

- ホースケ名人道場 麻雀実力テスト（グリーンアロー出版社 1979年）
- 名人・泡介の勝ち組マージャン（サンケイ出版 1980年）
  - 名人泡介の勝ち組マージャン（徳間文庫 1983年）

- 泡介のマージャン365日（廣済堂出版 1981年）
  - 泡介のマージャン365日（徳間文庫 1984年）

- ホースケ名人道場 麻雀実戦テクニック（グリーンアロー出版社 1982年）
- ホースケ麻雀セミナー 激闘!! 必勝打法（グリーンアロー出版社 1983年）
- ホースケ麻雀大会（角川文庫 1984年）
- ホースケの麻雀ルール集 どんなルールでもすぐ打てる勝ち麻雀入門（永岡書店 1985年）
- ホースケのツモる話（徳間文庫 1986年）
- マンガン全席 ホースケのマージャン参考書（有楽出版社 1986年）
- ホースケのマージャン教室（徳間文庫 1989年）

その他
- ああ人生哀歌 四畳半で楽しむ本（ベストブック社 1975年）
- あいつのカゲグチ（立風書房 1975年）
  - あいつのカゲグチ（立風漫画文庫 1981年）

- 新あいつのカゲグチ プラスおれのグチ（立風書房 1976年）
- ホースケ後悔日誌（立風書房 1978年）
  - ホースケ後悔日誌（徳間文庫 1982年）

- 脱帽賞 ホースケの字でかいたマンガ（河出書房新社 1980年）
- ホースケの読むなら乗るな乗るなら読むな 電車の中で吹き出して困っちゃう本（三天書房 1981年）
- ホースケの読ってらっしゃい見てらっしゃい（三天書房 1982年）
- ホースケの読んでいいとも（住宅新報社 1983年）
- 旅立てホースケ! オランダ・ベルギーの巻（早稲田編集企画室 1983年）
- 泡介ワイワイ談（双葉社 1983年）
  - 泡介ワイワイ談（双葉文庫 1985年）

- ホースケまめ知識（少年画報社 1983年）
  - ホースケマメ知識（徳間文庫 1986年）

- ホースケのここまで書いたら笑われる（徳間文庫 1985年）
- ホースケヒットエンド乱（角川文庫 1986年）
- 泡介のマメ電球（双葉文庫 1986年）
- ホースケのまだ酔いの口 話題ウマヘタ（実業之日本社 1986年）
- 噂をすればカゲヒナタ（双葉文庫 1988年）
- 身から出たサビのきいた話（PHP文庫 1988年）
- ホースケ君の「パソコンが面白い」 （千曲秀版社 1989年）
- ホースケのヒッチ俳句（石寒太共著 PHP研究所 1989年）
- 男と女の内心書（PHP文庫 1989年）
- 情談もほどほど（PHP文庫 1989年）
- ホースケ君のパソコン同好会（実業之日本社 1991年）
- ホースケ粋字引き（ミリオン書房 1991年）
- ホースケ君の見た日本の会社（PHP研究所 1991年）
- ホースケのお笑いパソコン高座（木村菱治共著 PHP研究所 1994年）

### 漫画・エッセイ集成
- ホースケがいた 福地泡介<マンガ+エッセイ>傑作選（東海林さだお編 日本経済新聞社 1997年）

### 映画
出演作品は下記「出演作品」節で後述。
- 日本の悪霊（ATG 1970年） - 製作
- 正午なり（ATG 1978年） - 脚本

## 出演

### テレビ番組
- クイズダービー（TBS） - 6回ゲスト解答者として出演。1981年4月25日放送分ではスケジュールの都合により出演できなくなったはらたいらの代役で3枠として出演した事があるが、その時は0勝8敗だった。合計22勝36敗（3割7分9厘）の成績だった。
- 世界まるごとHOWマッチ（毎日放送）
- 正解のないクイズ（フジテレビ）
- FNS1億2000万人のクイズ王決定戦（フジテレビ）
- 欽ちゃんのドンとやってみよう!（フジテレビ）
- ザ・ハングマン4 第12話「タイガーキャブの本拠が襲われる!」（1984年、朝日放送） - タクシーの乗車客役で友情出演
- タケちゃんの思わず笑ってしまいました（フジテレビ） - 1984年9月11日に放送されたPart4にて、｢すしマージャン実践教室｣に出演

### テレビCM
- 大正製薬「大正漢方胃腸薬」（1980年、小林桂樹と共演）
- アサヒビール（1980年頃、園山俊二と共演）

### 映画出演
- 温泉スッポン芸者（東映 1971年）
- 白昼の死角（東映 1979年）